# Teresa Olejniczak
Teresa Olejniczak – polska biotechnolog, dr hab. nauk biologicznych, profesor Katedry Chemii Wydziału Biotechnologii i Nauk o Żywności Uniwersytetu Przyrodniczego we Wrocławiu.

## Życiorys
12 listopada 1998 obroniła pracę doktorską Chemiczna i mikrobiologiczna synteza laktonów, 11 października 2011 habilitowała się na podstawie pracy zatytułowanej Chiralne laktony z układem bicyklononanu jako potencjalne dodatki do żywności. 25 czerwca 2019 nadano jej tytuł profesora w zakresie nauk biologicznych. Została zatrudniona na stanowisku adiunkta w Katedrze Chemii na Wydziale Nauk o Żywności Uniwersytetu Przyrodniczego we Wrocławiu.
Piastuje stanowisko profesora Katedry Chemii Wydziału Biotechnologii i Nauk o Żywności Uniwersytetu Przyrodniczego we Wrocławiu.